# Гейтенби, Эдвард Вивьен
Эдвард Вивьен Гейтенби (англ. Edward Vivian Gatenby; 1892, Лейберн, графство Северный Йоркшир — 1955) — английский лексикограф и педагог.
Окончил Лондонский университет, преподавал английский язык в Королевском колледже Лондона.
В 1923—1942 гг. преподавал английский язык и литературу в Японии в Университете Тохоку. Одновременно участвовал в работе Института исследований преподавания английского языка (IRET), основанного Гарольдом Палмером. Вместе с соавторами, А. С. Хорнби и Харольдом Уэйкфилдом, опубликовал в 1940 г. в Японии «Словарь выражений и синтаксиса английского языка» (англ. The Idiomatic and Syntactic English Dictionary); переработанное издание вышло в Издательстве Оксфордского университета как «Словарь современного английского языка для учащихся» (англ. A Learner's Dictionary of Current English), многократно переиздавалось и употребляется по сей день. Одновременно изучал японский язык и японскую культуру, в 1929 г. опубликовал в Лондоне книгу «Облачные люди Ямато: Очерк мистицизма в японской литературе» (англ. The Cloud-Men of Yamato, being an Outline of Mysticism in Japanese Literature).
Сразу после Нападения на Перл-Харбор Гейтенби был вместе с другими европейцами интернирован и вскоре выслан из Японии. Вернувшись в Великобританию, он поступил на службу в Британский Совет, который направил его в Турцию как советника по языковым вопросам. С 1944 г. преподавал в Анкаре в институте подготовки учителей (ныне Университет Гази), с 1945 г. также в Анкарском университете, с 1951 г. вёл также курс английского языка по турецкому радио. Напечатал методическое пособие «Английский язык как иностранный: рекомендации для неанглийских учителей» (англ. English as a Foreign Language: Advice to Non-English Teachers; 1944), опубликовал серию статей в редактировавшемся Хорнби журнале English Language Teaching. В начале 1950-х гг. выпустил учебник английского языка для иностранных студентов (англ. A Direct Method English Course) в двух редакциях — обобщённой и специализированной (для турецких студентов). Проводил летние школы для учителей английского языка в Ливане, Сирии, Югославии и на Кипре.